# Roberto Scarone
Roberto Scarone (* 16. Juli 1917 in Montevideo; † 25. April 1994 ebenda) war ein uruguayischer Fußballtrainer und -spieler auf der Position des Außenverteidigers. Als Trainer gewann er Landesmeisterschaften in Mexiko, Peru und Uruguay. Mit CA Peñarol gewann er 1960 und 1961 die beiden ersten Ausgaben der Copa Libertadores, 1961 zudem den Weltpokal. 1962 führte er die Nationalmannschaft von Uruguay durch die Weltmeisterschaft. Auch war er Nationaltrainer von Peru.

## Leben

### Spieler
Scarone begann seine Spielerkarriere 1938 bei seinem Heimatverein Peñarol Montevideo, bei dem er bis 1940 unter Vertrag stand. 1938 gewann das Team unter Trainer Athuel Velázquez die uruguayische Meisterschaft. Anschließend wechselte er zum argentinischen Erstligisten Gimnasia y Esgrima de La Plata, bei dem er bis 1943 blieb. Danach spielte er jeweils zwei Jahre für die mexikanischen Erstligavereine América und Atlante. Mit dem letztgenannten Verein wurde er 1946/47 mexikanischer Meister. Im Spieljahr 1948 beendete seine aktive Laufbahn in Reihen seines Exvereins Gimnasia y Esgrima, bei dem er zunächst als Spielertrainer und anschließend als Cheftrainer tätig war. 

### Trainer
In den folgenden drei Jahrzehnten trainierte er diverse Vereine in Lateinamerika und gewann eine Vielzahl von nationalen und internationalen Titeln. So wurde er je viermal uruguayischer und peruanischer sowie einmal mexikanischer Fußballmeister. Außerdem gewann er mit seinem Heimatverein Peñarol, den er in den Jahren 1959 bis 1961 trainierte, zweimal die Copa Libertadores und einmal den Weltpokal. Ferner trainierte Scarone die uruguayische Nationalmannschaft. Am 30. Mai 1962 absolvierte er sein erstes Spiel als Nationaltrainer, das mit einem 2:1-Sieg über Kolumbiens Auswahl endete. Diese Begegnung fand im Rahmen der Weltmeisterschaft 1962 statt, bei der Uruguay durch das Trio Scarone, Hugo Bagnulo und Juan López betreut wurde. Bereits bei der Copa Lipton Mitte August 1962 war Scarone als Nationaltrainer durch Juan C. Taibo ersetzt worden. Scarone hatte später ebenfalls das Traineramt des peruanischen Nationalteams inne. 1975 war er Trainer des Danubio FC.

## Erfolge

### Nationale Titel (als Spieler)
- Uruguayischer Meister: 1938 (mit Peñarol)
- Mexikanischer Meister: 1946/47 (mit Atlante)

### Nationale Titel (als Trainer)
- Uruguayischer Meister: 1959, 1960, 1961 (mit Peñarol), 1966 (mit Nacional)
- Peruanischer Meister: 1957 (mit Iqueño), 1969, 1971, 1982 (mit Universitario)
- Mexikanischer Meister: 1965/66 (mit América)

### Internationale Titel (als Trainer)
- Copa Libertadores: 1960, 1961 (mit Peñarol)
- Weltpokal: 1961 (mit Peñarol)